# Violetstaarthoningzuiger
De violetstaarthoningzuiger (Anthreptes aurantius) is een zangvogel uit de familie Nectariniidae (honingzuigers).

## Verspreiding en leefgebied
Deze soort komt voor van Kameroen tot Gabon, noordoostelijk Angola, de Centraal-Afrikaanse Republiek en noordoostelijk Congo-Kinshasa.